# سيريم بيركي (تشاد)
سيريم بيركي هي محافظة فرعية تابعة لمحافظة دار تاما بإقليم وادي فيرا في تشاد. 